# Masakazu Toyama
Masakazu Toyama (外山正一) (23 octobre 1848 - 8 mars 1900) est un philosophe et éducateur japonais de l'ère Meiji.

## Jeunesse
Il étudie en Angleterre en 1866, mais retourne au Japon à la suite de troubles entre le Shogunat et l'Angleterre. Il étudie aussi à l'Université du Michigan, mais à cette époque, les États-Unis se remettaient de la Guerre civile.

## Carrière
En 1877, il travaille à l'université impériale de Tokyo et y introduit la sociologie de Spencer, devenant un pionnier de la sociologie du Japon.
En 1886, Toyama publie en japonais Un traité pour l'éducation des femmes et une méthode pour l'expansion de la chrétienté qui appelle à la création de collèges pour femmes, à une époque où le pays en comptait un ou deux. Le but n'était pas de fournir aux femmes une éducation supérieure, tel que dans les collèges pour femmes américains, mais d'en faire des citoyennes et épouses plus « civilisées » et de statut social supérieur. 
Il préconise aussi l'abolition des kana et des caractères chinois et fait la promotion de la romanisation du japonais.
En 1897-1898, il est président de l'université de Tokyo.

### Sources
- (en) Noriko Kawamura Ishii, American Women Missionaries at Kobe College, 1873-1909: New Dimensions in Gender, Routledge, 2004-02-01, 224 pages.